# موسسه بین‌المللی تحقیقات برنج
مؤسسه بین‌المللی تحقیقات برنج (IRRI) یک سازمان بین‌المللی تحقیقات و آموزش کشاورزی است که مقر آن در لوس بانو، لاگونا، در فیلیپین و دفترهای آن در هفده کشور است. موسسه بین‌المللی تحقیقات برنج به دلیل کار خود در گسترش انواع برنج که به انقلاب سبز در دهه ۱۹۶۰ کمک کرد و از قحطی در آسیا جلوگیری کرد، شناخته شده‌است.

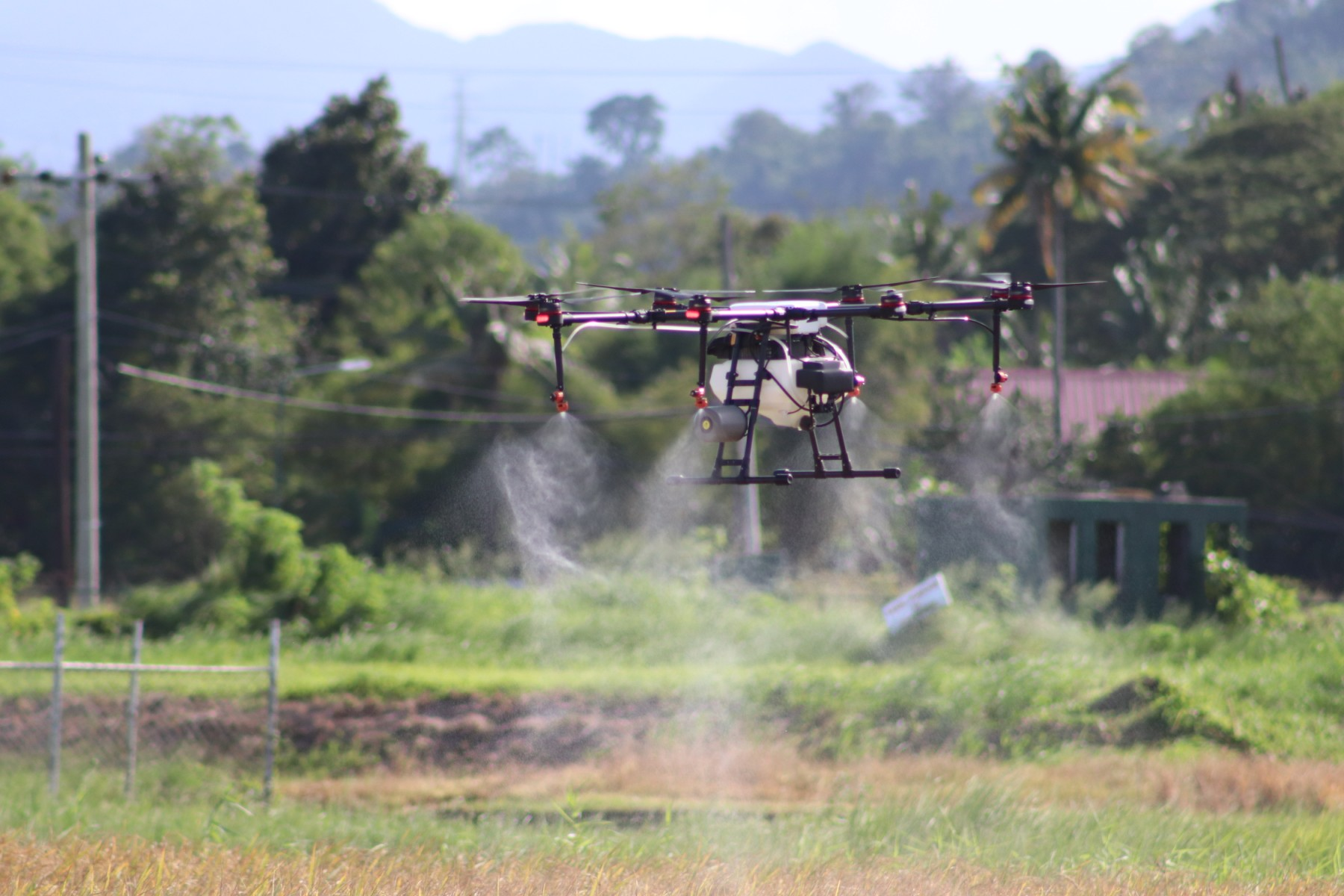
نمایش پهپاد برای کشت برنج در موسسه بین‌المللی تحقیقات برنج

## کشورهای دارای دفتر
موسسه بین‌المللی تحقیقات برنج در کشورهای زیر کشت برنج در آسیا و آفریقا دفتر دارد:
- بنگلادش
- بوروندی
- کامبوج
- چین
- هند
- اندونزی
- ژاپن
- لائوس
- موزامبیک
- میانمار
- نپال
- فیلیپین
- سنگاپور
- کره جنوبی
- سری‌لانکا
- تایلند
- ویتنام